# Glen Innes
Tenterfield – miejscowość w Australii, w stanie Nowa Południowa Walia, w regionie Northern, położona przy skrzyżowaniu dróg New England Highway z Gwydir Highway, w odległości ok. 610 km na północ od Sydney i 370 km na południowy zachód od Brisbane.

## Miasta partnerskie
- Pitlochry  Szkocja
- Mosman  Australia